# Министерство на машиностроенето
Министерството на машиностроенето (ММ) е министерство в България, съществувало в три периода: 1966 – 1973, 1977 – 1981, 1984 – 1986 година.

## История
Създадено е за първи път на 30 юни 1966 г. с указ № 538 въз основа на закона за преименуване на комитетите, като комитета по машиностроене е преименуван на министерство на машиностроенето. Сред основните задачи на министерството са ръководство и контрол на организациите и предприятията в системата, организация на производството, пряко ръководство на подчинените му институти, отговаря за плана за износа, обновяването на машинния парк в предприятията и други. Състои се от министър, заместник-министър и Колегиум. В министерството има следните управления: Контрол и координация на производството, Планово-икономическо, технически прогрес. На 13 юли 1973 г. с указ № 1514 е разделено на министерство на машиностроенето и металургията и министерство на електрониката и електротехниката.
Създадено е наново на 15 ноември 1977 г. с указ № 1845 при разделянето на министерството на машиностроенето и металургията на министерство на машиностроенето и министерство на металургията и минералните ресурси. Задачите на министерството са същите като в предишния му период на съществуване. Възстановяването се прави на основата разширяващото се значение на машиностроенето за държавата. За тази цел сред новите задачи на министерството са проучване на световните тенденции в областта на машиностроенето, повишаване на ефективността и качеството му. Някои структури на министерството се окрупняват и се създават дирекции Планиране и прогнозиране, Научно обслужване и внедряване, Международно сътрудничество, Промишлено коопериране с капиталистическите страни. На 17 юни 1981 г. с указ № 1226 министерството е слято с министерството на електрониката и електротехниката и е образувано министерство на машиностроенето и електрониката.
С указ № 7 от 3 януари 1984 г. е създадено за трети път при преименуването на министерство на машиностроенето и електрониката. Основните му задачи и структури си остават същите. Закрито е на 24 март 1986 г. с указ № 943.

## Списък

### Министри на машиностроенето 1966 – 1986
| № | Име (Роден-Починал)        | Начало на мандата | Край на мандата | Дни на упр. | Партия/Коалиция | Правителство |
| - | -------------------------- | ----------------- | --------------- | ----------- | --------------- | ------------ |
| 1 | Марий Иванов (1919 – 1997) | 30 юни 1966       | 9 юли 1971      | 1835        | БКП             | 71           |
| 2 | Иван Попов (1907 – 2000)   | 9 юли 1971        | 13 юли 1973     | 735         | БКП             | 72           |
| 4 | Тончо Чакъров (р. 1926)    | 13 юли 1973       | 17 юни 1981     | 2896        | БКП             | 73           |
| 5 | Огнян Дойнов (1935 – 2000) | 17 юни 1981       | 24 март 1986    | 1741        | БКП             | 74           |